# The Flash of Fate
The Flash of Fate er en amerikansk stumfilm fra 1918 af Elmer Clifton.

## Medvirkende
- Herbert Rawlinson som Randolph Shorb
- Sally Starr som Mary Freeman
- Jack Nelson som Joe Freeman
- Dana Ong som Henry Shorb
- Madge Kirby som Gertrude Shorb